# Chimène de Cea
Chimène Fernadez de Cea (es : Jimena Fernández de Cea, ar : Ximena Ferrández de Cea), morte après 1035, est une reine de Navarre par son mariage avec le roi García III Sanchez.

## Biographie

### Origine familiale
Elle est la fille de Fernando Bermúdez (es), comte de Cea (es) et d'Elvira Diaz, elle-même fille de Diego Muñoz (es), comte en Saldaña, et de Tegridia.
Elle avait plusieurs frères et sœurs, entre autres, Pedro Fernández, avec lequel s'éteint la lignée comtale de Cea, Gotina Fernández, épouse du comte Pelayo Rodríguez (en) et Justa, mariée au comte Flaín Muñoz (es).

### Reine de Navarre
Elle devient reine de Navarre en épousant García II Sánchez vers 988 ou avant 981. Elle est citée dans une charte du 15 février 991 où son beau-père le roi Sancho II Garcés fait une donation au monastère de Leyre, en 992 sur une donation en faveur du monastère de San Millán de la Cogolla,, puis en 995 avec son mari García Sánchez agissant comme roi dans une donation au monastère Saint-Jean de la Peña,,. Dans aucun de ces documents son fils aîné le futur roi Sanche III le grand n'apparaît, ce qui conduit l'historien Gonzalo Martínez Diez (es) à estimer que le prince est né entre 992 et 996 et de toute manière avant 997, date à laquelle il apparaît dans une donation de son père en faveur du monastère San Millán,,. En plus du futur Sanche le Grand, Garcia et Chimène sont aussi les parents d'Elvire, de Garcia et d'Urraca Garcés (es), future épouse du roi Alphonse V de León.

### Entre Leon et Pampelune
La présence de Chimène semble être la raison de l'accueil de son frère Pierre Fernández de Cea à la cour de Pampelune, tout en conservant la faveur des rois de León. En outre, les liens familiaux de la reine permettent d'expliquer les futures implications de son fils dans les affaires de la cour leónaise. Plus tard, Sanche III le Grand s'impliquera dans les affaires de León et de Castille. À la mort de son oncle maternel Pierre Fernández de Cea, dernier représentant en lignée masculine des comtes de Cea, poussera Sanche à revendiquer son héritage maternel, le comté de Cea.

### Le contexte historique: Almanzor
Les raids et razzia incessants d'Almanzor dans les pays de León, de Castille et de Navarre, et les destructions qui s'ensuivent contribuent au manque d'information sur cette époque. Ce dirigeant de Cordoue, qui a conduit jusqu'à cinquante-deux campagnes contre les principautés chrétiennes a pris et rasé Pampelune à deux reprises, en 994 et en 999. Une autre confrontation a lieu à Cervera (en) en 1000 et le roi de Navarre disparait peu après,.

### Régence de la Navarre
À la mort de son mari, vers l'an 1000, un interrègne débute dans le royaume de Navarre jusqu'à la proclamation de la majorité de Sanche III Garcés le Grand, vers 1005. Pendant cette période, le royaume est gouverné par un conseil de régence auxquels participent Sancho Ramírez, puis Garcia Ramírez, rois de Viguera, Chimène de Cea et la grand-mère paternelle Urraca Fernández qui guide les premiers pas du roi Sanche.
La reine mère meurt après 1035, soit après son fils Sanche III. Sa longévité a favorisé l'établissement de l'hégémonie dynastique du royaume de Navarre sur les autres principautés hispaniques.
|  |                                     |  |  |  |  |  |  |  |  |  |  |  |  |
|  | 8. García II de Navarre             |  |  |  |  |  |  |  |  |  |  |  |  |
|  |                                     |  |  |  |  |  |  |  |  |  |  |  |  |
|  |                                     |  |  |  |  |  |  |  |  |  |  |  |  |
|  | 4. Sanche II de Navarre             |  |  |  |  |  |  |  |  |  |  |  |  |
|  |                                     |  |  |  |  |  |  |  |  |  |  |  |  |
|  |                                     |  |  |  |  |  |  |  |  |  |  |  |  |
|  | 9. Andregoto Galíndez               |  |  |  |  |  |  |  |  |  |  |  |  |
|  |                                     |  |  |  |  |  |  |  |  |  |  |  |  |
|  |                                     |  |  |  |  |  |  |  |  |  |  |  |  |
|  | 2. García II de Navarre             |  |  |  |  |  |  |  |  |  |  |  |  |
|  |                                     |  |  |  |  |  |  |  |  |  |  |  |  |
|  |                                     |  |  |  |  |  |  |  |  |  |  |  |  |
|  | 10. Ferdinand González de Castille  |  |  |  |  |  |  |  |  |  |  |  |  |
|  |                                     |  |  |  |  |  |  |  |  |  |  |  |  |
|  |                                     |  |  |  |  |  |  |  |  |  |  |  |  |
|  | 5. Urraca Fernández                 |  |  |  |  |  |  |  |  |  |  |  |  |
|  |                                     |  |  |  |  |  |  |  |  |  |  |  |  |
|  |                                     |  |  |  |  |  |  |  |  |  |  |  |  |
|  | 11. Sancha Sanchez de Pampelune (d) |  |  |  |  |  |  |  |  |  |  |  |  |
|  |                                     |  |  |  |  |  |  |  |  |  |  |  |  |
|  |                                     |  |  |  |  |  |  |  |  |  |  |  |  |
|  | 1. Sanche III de Navarre            |  |  |  |  |  |  |  |  |  |  |  |  |
|  |                                     |  |  |  |  |  |  |  |  |  |  |  |  |
|  |                                     |  |  |  |  |  |  |  |  |  |  |  |  |
|  | 12. Bermudo Núñez (en)              |  |  |  |  |  |  |  |  |  |  |  |  |
|  |                                     |  |  |  |  |  |  |  |  |  |  |  |  |
|  |                                     |  |  |  |  |  |  |  |  |  |  |  |  |
|  | 6. Fernando Bermúdez (en)           |  |  |  |  |  |  |  |  |  |  |  |  |
|  |                                     |  |  |  |  |  |  |  |  |  |  |  |  |
|  |                                     |  |  |  |  |  |  |  |  |  |  |  |  |
|  | 13. Argilo (d)                      |  |  |  |  |  |  |  |  |  |  |  |  |
|  |                                     |  |  |  |  |  |  |  |  |  |  |  |  |
|  |                                     |  |  |  |  |  |  |  |  |  |  |  |  |
|  | 3. Chimène de Cea                   |  |  |  |  |  |  |  |  |  |  |  |  |
|  |                                     |  |  |  |  |  |  |  |  |  |  |  |  |
|  |                                     |  |  |  |  |  |  |  |  |  |  |  |  |
|  | 14. Diego Muñoz de Saldaña (d)      |  |  |  |  |  |  |  |  |  |  |  |  |
|  |                                     |  |  |  |  |  |  |  |  |  |  |  |  |
|  |                                     |  |  |  |  |  |  |  |  |  |  |  |  |
|  | 7. Elvira Diaz (d)                  |  |  |  |  |  |  |  |  |  |  |  |  |
|  |                                     |  |  |  |  |  |  |  |  |  |  |  |  |
|  |                                     |  |  |  |  |  |  |  |  |  |  |  |  |
|  | 15. Tegridia (d)                    |  |  |  |  |  |  |  |  |  |  |  |  |
|  |                                     |  |  |  |  |  |  |  |  |  |  |  |  |
|  |                                     |  |  |  |  |  |  |  |  |  |  |  |  |